# 普林斯頓章克申 (新澤西州)
普林斯頓章克申（英語：Princeton Junction）是位於美國新澤西州默瑟縣的普查規定居民點。

## 人口
根據2020年美國人口普查的數據，普林斯頓章克申的面積為4.80平方千米，當中陸地面積為4.72平方千米，而水域面積為0.08平方千米。當地共有人口2475人，而人口密度為每平方千米515.63人。